# Бобби Орр Трофи
«Бобби Орр Трофи» (англ. Bobby Orr Trophy) — приз, вручаемый команде победителю плей-офф восточной конференции Хоккейной лиги Онтарио, названный в честь выдающегося канадского хоккеиста, члена Зала хоккейной славы Бобби Орра. Приз утвержден в 1999 году, четырежды его получали «Барри Кольтс» и «Оттава Сиксти Севенс».
Аналогичный приз, вручаемый победителю западной конференции, называется «Уэйн Гретцки Трофи».

## Обладатели трофея
- 1998–99 — Бельвиль Буллз
- 1999–00 — Барри Кольтс
- 2000–01 — Оттава Сиксти Севенс
- 2001–02 — Барри Кольтс
- 2002–03 — Оттава Сиксти Севенс
- 2003–04 — Миссиссога АйсДогз
- 2004–05 — Оттава Сиксти Севенс
- 2005–06 — Питерборо Питс
- 2006–07 — Садбери Вулвз
- 2007–08 — Бельвиль Буллз
- 2008–09 — Брамптон Батталион
- 2009–10 — Барри Кольтс
- 2010–11 — Миссиссога Сент-Майклс Мэйджорс
- 2011–12 — Ниагара АйсДогз
- 2012–13 — Барри Кольтс
- 2013–14 — Норт-Бэй Батталион
- 2014–15 — Ошава Дженералз
- 2015–16 — Ниагара АйсДогз
- 2016–17 — Миссиссога Стилхедс
- 2017–18 — Гамильтон Булдогс
- 2018–19 — Оттава Сиксти Севенс
- 2019–20 — Плей-офф отменён из-за пандемии коронавируса. Приз не вручался[1]
- 2020–21 — Сезон был отменён из-за пандемии коронавируса
- 2021–22 — Гамильтон Булдогс
- 2022–23 — Питерборо Питс
- 2023–24 — Ошава Дженералз